# ジミー・オルセン
ジミー・オルセン（英: Jimmy Olsen）は、DCコミックスの出版するアメリカン・コミックス『スーパーマン』に登場する架空の人物。ジェリー・シーゲルとジョー・シャスターによって創造され、1941年の"Superman #13"で初登場した。デイリー・プラネット新聞社のフォトジャーナリスト。

## 概要
ジミー・オルセンは当初、名前の無い同僚として登場していた。1941年の"Superman #13"で初めて「ジミー」という名前で呼ばれる。
1954年から1974年までジミー・オルセンを主人公としたスピンオフ作品『Superman's Pal Jimmy Olsen』が刊行された。アニメ『バットマン:ブレイブ&ボールド』の第57話「Battle of the Superheroes!」の前半はこの作品の表紙のオマージュとなっている。また、2013年に公開されたスーパーマンの75周年を記念した動画では「Giant Turtle Man」が登場している。
1986年の『マン・オブ・スティール (コミック)』で設定がリブートされてからはカジュアルな服装になり、調査報道を行う積極的なキャラクターとなっていく。

## 映画
『スーパーマン』 (1978年)
演 - マーク・マクルーア
『スーパーマン リターンズ』 (2006年)
演 - サム・ハンティントン
『バットマン vs スーパーマン ジャスティスの誕生』 (2016年)
演 - マイケル・キャシディ
『スーパーマン』 (2025年)
演 - スカイラー・ギソンド

## ドラマ
『スーパーマン』(1952年 - 1958年)
演 - ジャック・ラーソン
『LOIS&CLARK/新スーパーマン』(1993年 - 1997年)
演 - マイケル・ランデス/ジャスティン・ホーリン
『ヤング・スーパーマン』(2001年 - 2011年)
演 - アーロン・アシュモア
『SUPERGIRL/スーパーガール』(2015年 - 2021年)
演 - メカード・ブルックス

## アニメ

### テレビアニメ
スーパーマン (アニメ)
声 - デビッド・カウフマン
ザ・バットマン
声 - ジャック・デ・セナ
バットマン:ブレイブ&ボールド
声 - アレキサンダー・ポリンスキー
DC Nation Shorts
声 - エリシャ・ヤフェ
ジャスティス・リーグ・アクション
声 - マックス・ミッテルマン

### 長編アニメ
スーパーマン:ブレイニアック・アタック
声 - デビッド・カウフマン
スーパーマン:ドゥームズデイ
声 - アダム・ワイリー
ジャスティス・リーグ Crisis On Two Earths
声 - リチャード・グリーン
オールスター・スーパーマン
声 - マシュー・グレイ・ギュブラー
ジャスティス・リーグ:ドゥーム
声 - デビッド・カウフマン
スーパーマン VS. エリート
声 - デビッド・カウフマン
スーパーマン:アンバウンド
声 - アレクサンダー・グールド
デス・オブ・スーパーマン (アニメ)
声 - マックス・ミッテルマン
レイン・オブ・ザ・スーパーメン (アニメ)
声 - マックス・ミッテルマン